# François Benjamin May
François Benjamin May   (Bagnes, 21 de juliol de 1870 - Barcelona, 27 de juliol de 1909) va ser un germà marista dedicat a l'educació dels infants que va morir assassinat a Barcelona durant la Setmana Tràgica, proclamat màrtir i venerable per l'Església catòlica. El 12 de juliol del 2025 fou proclamat beat. També se l'anomena germà Licarió, que era el seu nom religiós.

## Biografia
Va entrar molt jove a l’Institut dels Germans Maristes i a 18 anys adoptà el nom religiós de Licarió. Va treballar com educador a Mataró, Girona, Torelló i Canet. A partir del 1895 va exercir com a director a una escola d'Àlaba, a Arceniega.
El 1906 va posar en marxa i va dirigir durant tres anys el Patronat Obrer de Sant Josep, una escola al barri del Poblenou de Barcelona que atenia els fils dels treballadors en un context de fortes desigualtats. A la Setmana Tràgica del 1909 l'escola va ser cremada i el germà Licarió assassinat d'un tret després de ser enganyat perquè sortís del centre. El 30 de juliol de 1909 fou enterrat a la fossa comuna del Cementiri de Montjuïc.
El procés per beatificar-lo va començar el 1966 a Barcelona, però es va aturar i no es va reprendre fins al 1992. El papa Francesc va reconèixer el seu martiri el 27 de gener del 2025. Lleó XIV va posar data a la beatificació. Va ser proclamat beat en una cerimònia a la parròquia de Sant Francesc de Sales, al col·legi Maristes La Immaculada, el 12 de juliol del 2025.